# Hydrelia exhumata
Hydrelia exhumata là một loài bướm đêm trong họ Geometridae.